# Igioza
Igioza – część miasta Dynów w Polsce położona w województwie podkarpackim, w powiecie rzeszowskim. Rozpościera się w rejonie ulicy Igioza, w zachodniej części miasta. Jest to obszar słabo zaludniony.

## Historia
Igioza to dawny przysiółek wsi Przedmieście Dynowskie. W II RP przynależała do woj. lwowskiego i powiatu brzozowskiego, gdzie w 1921 roku liczyła 393 mieszkańców. Do 1934 roku była składową gminy jednostkowej Przedmieście Dynowskie, którą 1 sierpnia 1934 zniesiono, włączając do nowo utworzonej gminy Dynów. 17 września 1934 weszła w skład nowo utworzonej gromady o nazwie Przedmieście Dynowskie (w gminie Dynów), składającej się z miejscowości Przedmieście Dynowskie i Igioza.
Po wojnie w województwa rzeszowskim w reaktywowanym powiecie brzozowskim. 1 kwietnia 1946 miejscowości Dynów i Przedmieście Dynowskie wyłączono z gminy wiejskiej Dynów, tworząc z nich nową gminę Dynów, którą równocześnie zaliczono do rzędu miast. Igioza, jako część dotychczasowej gromady Przedmieście Dynowskie, stała się zatem obszarem miejskim.